# 1130
1130 (MCXXX) je bilo navadno leto, ki se je po julijanskem koledarju začelo na sredo.

## Dogodki

### Slovenija
- Za novega oglejskega patriarha je imenovan Pelegrin. 1161 ↔

### Sveti sedež
- 14. februar - Dan po smrti papeža Honorija II. je za novega papeža posvečen Inocenc II., 164. papež po seznamu.[1] Hitrost in zaprtost nove izvolitve užali nasprotnike novega papeža, ki so - paradoksalno - v večini in ti izvolijo še drugega papeža Anakleta II.. Za razliko od prejšnjih protipapežev, ki so bili pro-cesarski, gre tukaj za boj med posameznimi rimskimi vplivnimi družinami.[2] V vsej zmedi v tem letu nihče ni vedel, kdo je pravi papež. Kasneje sta odločila hitrost selov in podpora iz tujine.  ↓
- → Drugoizvoljenega papeža Anakleta II. podpre sicilski grof in apulijski vojvoda Roger II.. Papež Inocenc II. pobegne iz Rima v Francijo. Trenutni poraz se izkaže za dolgoročno prednost, saj si izgnani papež v tujini uspe pridobiti simpatije. Inocenc II. dobi na svojo stran vodilna učenjaka tistega časa opata clunyjskega samostana Petra Častitljivega in teologa Bernarda iz Clairvauxa.

- 27. september - V zahvalo za podporo Anaklet II. izda bulo, v kateri imenuje Rogerja II. za kralja Sicilije.
- 25. december - Kronanje Rogerja II. Sicilskega za kralja Sicilije.

### Ostalo
- 26. marec - Po smrti norveškega kralja Sigurda Križarja si kraljevino razdelita sin Magnus IV. Sigurdsson in njegov stric Harald Gille.
- april - Bitka pri al-Buhajri: Almoravidi hudo porazijo Almohade, ki poskusijo z obleganjem prestolnice Marakeš. Več kot polovica almohadskega poveljniškega kadra umre v boju. Voditelj Almohadov ibn Tumart umre nekaj mesecev kasneje, po njegovi smrti sledijo boj za nasledstvo. 1132 ↔
- Sverker Starejši odstavi kralja južnega dela Švedske (Gotlandije) Magnusa Švedskega in se razglasi za kralja Švedske.
- Predilci v mestu Lincoln ustanovijo ceh. Lincoln je središče angleške predilne industrije in s tem eno bogatejših angleških mest.

## Rojstva
- 2. februar - Ji Gong, kitajski čan budistični menih († 1207)
- 18. oktober - Zhu Xi, kitajski konfucijanski filozof († 1200)

Neznan datum
- Baldvin III., jeruzalemski kralj († 1163)
- Baldvin Ibelinski, križar, baron Ramle († 1187)
- Benjamin iz Tudele, sefardski jud, popotnik, potopisec († 1173)
- Al-Bitrudži, španski astronom († 1204)
- Bogislav I., vojvoda Pomeranije († 1187)
- Eufrozina Kijevska, princesa, ogrska kraljica († 1193)
- Evgenij iz Palerma, sicilski admiral, prevajalec, pesnik († 1202)
- Evstacij IV., boulognjski grof († 1153)
- Filip I. Heinsberški, kölnski nadškof, nemški kancler, križar († 1191)
- Géza II., ogrski kralj († 1162)
- Guilhem de Berguedan, katalonski trubadur, vikont Berguedàna († 1195)
- Herrad Landsberška, alzaška redovnica, enciklopedistka († 1195)
- Hugo Ibelinski, baron Ibelina in Ramle († 1169)
- Karel VII., švedski kralj († 1167)
- Kiril Turovski, ruski teolog, svetnik († 1182)
- papež Klemen III. († 1191)
- Konstantin Manasij, bizantinski letopisec († okoli 1187)
- Kristjan I. iz Bucha, mainški nadškof, kancler Nemčije († 1183)
- Mješko IV. Krivonogi, opoljski vojvoda, poljski nadvojvoda († 1211)
- Nikolaj iz Verduna, francoski zlatar in oblikovalec († 1205)
- Reginald Grenier, baron Sidona, križar († 1202)
- Richard de Clare, angleški plemič, 2. grof Pembroke († 1176)
- Sveta Rozalija, siciljanska svetnica († 1165)
- Subislav I., vojvoda Pomerelije († 1187)
- Teobald V., bloiški grof, križar († 1191)
- Tibors, okcitanska trubadurka († 1198)
- Vilijem IV., neverški grof († 1168)
- Viljem iz Tira, škof, kronist križarskih vojn († 1186)

## Smrti
- 13. februar - papež Honorij II. (* 1060)
- 26. marec - Sigurd Križar, norveški kralj, voditelj norveškega križarskega pohoda 1107 (* 1090)
- 11. november - Tereza Portugalska, grofica, regentinja (* 1080)

Neznan daum
- Bohemond II., antiohijski in tarantski knez (* 1108)
- Brahmadeva, indijski matematik (* 1060)
- Al-Amir, fatimidski kalif (* 1096)
- Ibn Tumart, ustanovitelj mahdijskega gibanja Almohadov (* 1077)